# Беке (приток Варнова)
Беке (нем. Beke) — река в Германии, протекает по земле Мекленбург-Передняя Померания; является левым притоком реки Варнов. Площадь водосборного бассейна составляет 313 км² (по другим данным — 305 км²). Длина реки — 40 километров.
Начинается в районе озера Гросс-Тессинер-Зе, которое иногда считается его истоком, на высоте 52,77 метра над уровнем моря. Течёт по безлесой местности сначала в северо-восточном направлении, затем в юго-восточном, впадает в Варнов на территории города Шван на высоте 0,21 метра. Уклоне реки равен 1,31 ‰. Основные притоки — Вайдбах (лв), Тессениц (лв) и Мольтеновер-Бах (пр).
Из горных пород в бассейне реки преобладают глины и мергели моренного происхождения, из почв распространены песчаные и торфяные.